# CM-21
CM-21とは、中華民国陸軍（台湾陸軍）が独自に開発・生産した装甲兵員輸送車。

## 概要
中華民国陸軍は台湾への移転後、アメリカ合衆国より多数の装備を供与されていた。装甲車両では主にM48やM60といったパットン戦車や、M113にAIFVといった装甲兵員輸送車が供与されていたが、アメリカが中華人民共和国と国交を結び、兵器の供与が低調になり始めると、これまで供与に依存していた兵器の国産化が開始された。
戦車はM60の車体にM48の砲塔と国産の射撃管制システムを搭載したCM-11を開発し、独自開発の機会を得ると、中華民国戦車発展研究中心はM113とAIFVをベースとした国産装甲兵員輸送車の開発を開始。1970年代に本車を開発した。

## 設計
車体は主にアルミニウム合金で構成されており、M113A1と同様の懸架方式とギヤボックスを採用している。車体前面には二層式空間装甲を有し、内部に充填している発泡ポリウレタン材によって銃弾や砲弾の弾片を受け止める防御力を有する。
武装は車体上部のハッチにマウントを取りつける方式でM2重機関銃かMk19自動グレネードランチャーを搭載する。

## 派生型

### CM-21
基本型。

### CM-26
指揮通信車型。

## 後継
台湾島内の社会インフラの整備が進み、同時にアメリカからの供与兵器やCM-21を含む旧式化した装甲車両を代替するべく、CM-32『雲豹』装輪装甲車が工業技術研究院と軍備局の陸軍工廠で開発・生産された。